# Васильев, Сергей Васильевич (юрист)
Сергей Васильевич Васильев (род. 22 июня 1960, Миасс) — российский юрист, государственный деятель.

## Биография
В 1981 году окончил Свердловский юридический институт. Работал в прокуратуре Ленинского района города Златоуста Челябинской области, прокурором Нового Уренгоя Ямало-Ненецкого автономного округа, заместителем прокурора Юго-Восточного административного округа Москвы, Люблинским межрайонным прокурором Москвы.
С июля 2001 по июль 2005 года — заместитель начальника управления кадров Генеральной прокуратуры Российской Федерации. С 25 августа 2005 по 29 августа 2006 — прокурор Московской области.
30 августа 2006 года назначен на должность заместителя Министра юстиции Российской Федерации.
10 апреля 2007 года назначен на должность директора Федеральной регистрационной службы. С 11 февраля 2009 года — руководитель Федеральной службы государственной регистрации, кадастра и картографии — главный государственный регистратор Российской Федерации. 9 октября 2012 года освобождён от должности руководителя Федеральной службы государственной регистрации, кадастра и картографии.
В ноябре 2012 года назначен директором Департамента контроля и проверки выполнения решений Правительства РФ.

## Награды и почётные звания
- Заслуженный юрист Российской Федерации
- Почётный работник прокуратуры Российской Федерации
- Наградное именное оружие